# Христианский совет Ганы
Христианский совет Ганы (англ. The Christian Council of Ghana, CCG) – это зонтичная организация, объединяющая 31 церковь и конфессию в Гане. В совет входят члены харизматической, пятидесятнической, православной и других церквей.

## История
Совет был образован 30 октября 1929 года. Пять церквей, а именно: Африканская методистская епископальная церковь, Сионская церковь, Англиканская церковная миссия (англиканская), Евангелическая пресвитерианская церковь, Гана, Пресвитерианская церковь Золотого Берега (ныне Пресвитерианская церковь Ганы) и Методистская церковь Ганы (позднее Уэслианская методистская церковь). Церкви объединились с целью работать с различными общинами по социальным вопросам и выступать от имени тех, кто лишен голоса в обществе.

## Членство
С момента создания совет несколько раз реструктурировался. В настоящее время в его состав входят следующие организации.

### Текущие члены:
1. Методистская церковь Ганы
2. Пресвитерианская церковь Ганы
3. Евангелическая пресвитерианская церковь, Гана
4. Армия Спасения
5. Африканская методистская епископальная Сионская церковь
6. Христианская методистская епископальная церковь
7. Африканская методистская епископальная церковь
8. Церковь Возрождения ЭДЕМ
9. Баптистская конвенция Ганы
10. Евангелическо-лютеранская церковь Ганы
11. Религиозное общество друзей
12. Меннонитская церковь Ганы
13. Греческая Православная Церковь
14. Христова евангелическая миссия
15. Евангелическая церковь Ганы
16. Содружество христианских церквей
17. YMCA
18. Ассоциация молодых христианских женщин
19. Межконфессиональная церковь Легона
20. Англиканская епархия Аккры
21. Общество Люка
22. Евангелическая конвенция Ганы
23. Церковь Аккры Ридж
24. Объединенная церковь Тема
25. Объединенная церковь Тешие/Нунгуа
26. Объединенная церковь Атомных Хиллз
27. Полицейская церковь Ганы
28. Часовня победителей Гана

## Проекты
Одной из основных целей совета является ликвидация дискриминации людей, живущих с ВИЧ / СПИДом. В рамках проекта было проведено обучение членов сообщества в районах страны с высоким уровнем распространенности ВИЧ/СПИДа (8–9%). Совет также создал Межконфессиональное подразделение для обучения христиан необходимости мирного существования и терпимости между представителями различных конфессий. Программа стипендий для выпускников школ способствует развитию образования среди либерийских беженцев в поселении беженцев Будубурам недалеко от Аккры. Программа также определяет причины и последствия отсева беженцев из школы.
В вопросах управления и национального строительства совет курирует деятельность политических партий и профессиональных организаций в стране и дает им рекомендации. В 2005 году совет обратился к жителям Ганы и профессиональным организациям с призывом поставить экономику страны на первое место и уделять больше времени обсуждению вопросов национального интереса, касающихся образования, здравоохранения и бедности. В 2011 году совет призвал лидеров политических партий и их последователей избегать использования провокационных выражений в своих выступлениях.